# Esehus
Esehus er betegnelsen for et lille hus, der tidligere blev anvendt af fiskerne langs den danske vestkyst. Esehuse blev normalt placeret i ly bag de yderste klitter og blev anvendt af fiskerne til opbevaring af deres udstyr. Ved esehusene blev desuden foretaget reparation af fiskegarn og sat mading på fiskekrogene. Dette arbejde blev kaldt "at ese", og bynavnet Esbjerg stammer herfra.
Esehuse eller esehytter er typisk lavet som A-huse, som i Vestjylland kaldes “knæhuse” eller “spændhuse”. Spænder betyder spær og henviser til den spærkonstruktion, der er placeret direkte oven på jorden. Spændhuse var tidligere meget almindelige at finde ved vestjyske gårde, hvor de blev brugt til opbevaring af f.eks. tørv.
Esehuse kan fortsat ses enkelte steder langs vestkysten, bl.a. ved Kærgård Klitplantage og Nymindegab.